# Coudures
Coudures is een gemeente in het Franse departement Landes (regio Nouvelle-Aquitaine) en telt 397 inwoners (2005). De plaats maakt deel uit van het arrondissement Mont-de-Marsan.

## Geografie
De oppervlakte van Coudures bedraagt 11,5 km², de bevolkingsdichtheid is 34,5 inwoners per km².
De onderstaande kaart toont de ligging van Coudures met de belangrijkste infrastructuur en aangrenzende gemeenten.

## Demografie
Onderstaande figuur toont het verloop van het inwonertal (bron: INSEE-tellingen).